# Vozvrasjjenije Svjatogo Luki
Vozvrasjjenije Svjatogo Luki (russisk: Возвращение «Святого Луки», da.: Sankt Lucas' tilbagevenden) er en sovjetisk kriminalfilm fra 1970 produceret af Mosfilm og instrueret af Anatolij Bobrovskij.
Filmen er den første i detektivtrilogien om oberst Zorin med Vsevolod Sanajev i hovedrollen.
Handlingen er baseret på virkelige begivenheder; tyveriet af Frans Hals' maleri "Sankt Lukas" fra Pusjkinmuseet i Moskva.

## Handling
En tyv undslipper fra fængslet og stjæler maleriet "Sankt Lukas" og forsøger at sælge det. Oberst Zorin prøver at stoppe tyven og at opklare forbrydelsen. 

## Medvirkende
- Vsevolod Sanajev som Zorin
- Vladislav Dvorzjetskij som Mikhail Karabanov
- Oleg Basilasjvili som Loskutov
- Jekaterina Vasiljeva som Polina
- Natalja Rytjagova som Zoja